# Sotto accusa (serie televisiva)
Sotto accusa (Arrest and Trial) è una serie televisiva statunitense in 30 episodi trasmessi per la prima volta nel corso di una sola stagione dal 1963 al 1964.
È una serie del genere giudiziario ambientata a Los Angeles. Gli episodi consistono di due segmenti: la prima parte ("l'arresto") vede i detective Nick Anderson (Ben Gazzara) e Dan Kirby (Roger Perry) della polizia di Los Angeles che rintracciano e catturano un criminale. Il sospetto arrestato viene poi difeso nella seconda parte ("il processo") dall'avvocato John Egan (Chuck Connors), spesso contro il vice procuratore distrettuale Jerry Miller (John Larch) e il suo assistente, Barry Pine (John Kerr). Questo format è stato poi seguito anche dalla serie televisiva Law & Order - I due volti della giustizia (1990–2010)

## Personaggi e interpreti
- Detective Sergente Nick Anderson (30 episodi, 1963-1964), interpretato da Ben Gazzara.
- Procuratore John Egan (30 episodi, 1963-1964), interpretato da Chuck Connors.
- Detective Sergente Dan Kirby (30 episodi, 1963-1964), interpretato da Roger Perry.
- Vice procuratore distrettuale Jerry Miller (29 episodi, 1963-1964), interpretato da John Larch.
- Mitchell Harris (26 episodi, 1963-1964), interpretato da Don Galloway.
- Jake Shakespeare (24 episodi, 1963-1964), interpretato da Joe Higgins.
- Assistente del procuratore distrettuale Barry Pine (18 episodi, 1963-1964), interpretato da John Kerr.
- Detective Tenente Bone (17 episodi, 1963-1964), interpretato da Noah Keen.
- Janet Okada (13 episodi, 1963-1964), interpretato da Joanne Miya.
- Detective Tenente Tom Handley (7 episodi, 1963-1964), interpretato da Ken Lynch.
- Sergente Phillips (5 episodi, 1963), interpretato da Morgan Jones.

### Guest star
Tra le guest star: I. Stanford Jolley, Hari Rhodes, Ken Lynch, Barbara Hines, Zachary Scott, Marianne Stewart, Donald Woods, Doris Lloyd, Sharon Farrell, David Carradine, Jiri Voskovec, Sandy Dennis, Anthony Franciosa, George Furth, Patsy Kelly, Andrea King, Ruta Lee, Cliff Osmond, Cecil Smith, Don Wilbanks, Sue Winton, Henry Beckman, Elaine Devry, Paul Dubov, Howard Duff, Vera Miles, Barbara Nichols, Lyle Talbot, Michael Callan, Russ Conway.

## Produzione
La serie fu prodotta da Revue Studios e Universal TV e girata negli studios della Universal a Universal City in California. Le musiche furono composte da Franz Waxman e Bronislau Kaper.

### Registi
Tra i registi sono accreditati:
- Jack Smight in 5 episodi (1963-1964)
- David Lowell Rich in 4 episodi (1963-1964)
- Lewis Allen in 2 episodi (1963-1964)
- Earl Bellamy in 2 episodi (1963-1964)
- Alex March in 2 episodi (1963-1964)
- Lewis Milestone in 2 episodi (1963-1964)
- Ralph Senensky in 2 episodi (1963-1964)
- Arthur H. Nadel in 2 episodi (1963)

### Sceneggiatori
Tra gli sceneggiatori sono accreditati:
- Don Brinkley in 3 episodi (1963-1964)
- Herb Meadow in 3 episodi (1963-1964)
- Anthony Ellis in 2 episodi (1963-1964)
- John McGreevey in 2 episodi (1963-1964)
- Paul Mason in 2 episodi (1963)
- Franklin Barton in 2 episodi (1964)
- Mark Rodgers in 2 episodi (1964)
- Jerome Ross in 2 episodi (1964)
- William Woolfolk in 2 episodi (1964)
- Larry Cohen in un episodio (1963)

## Distribuzione
La serie fu trasmessa negli Stati Uniti dal 15 settembre 1963 al 6 settembre 1964 sulla rete televisiva ABC.
Alcune delle uscite internazionali sono state:
- negli Stati Uniti il 15 settembre 1963 (Arrest and Trial)
- nel Regno Unito il 24 aprile 1964
- in Argentina (Arresto y juicio)
- in Spagna (Arresto y juicio)
- in Finlandia (Pidätys ja tuomio)
- in Italia (Sotto accusa)

## Episodi
| Stagione       | Episodi | Prima TV USA |
| -------------- | ------- | ------------ |
| Prima stagione | 30      | 1963-1964    |